# Kees Bakels

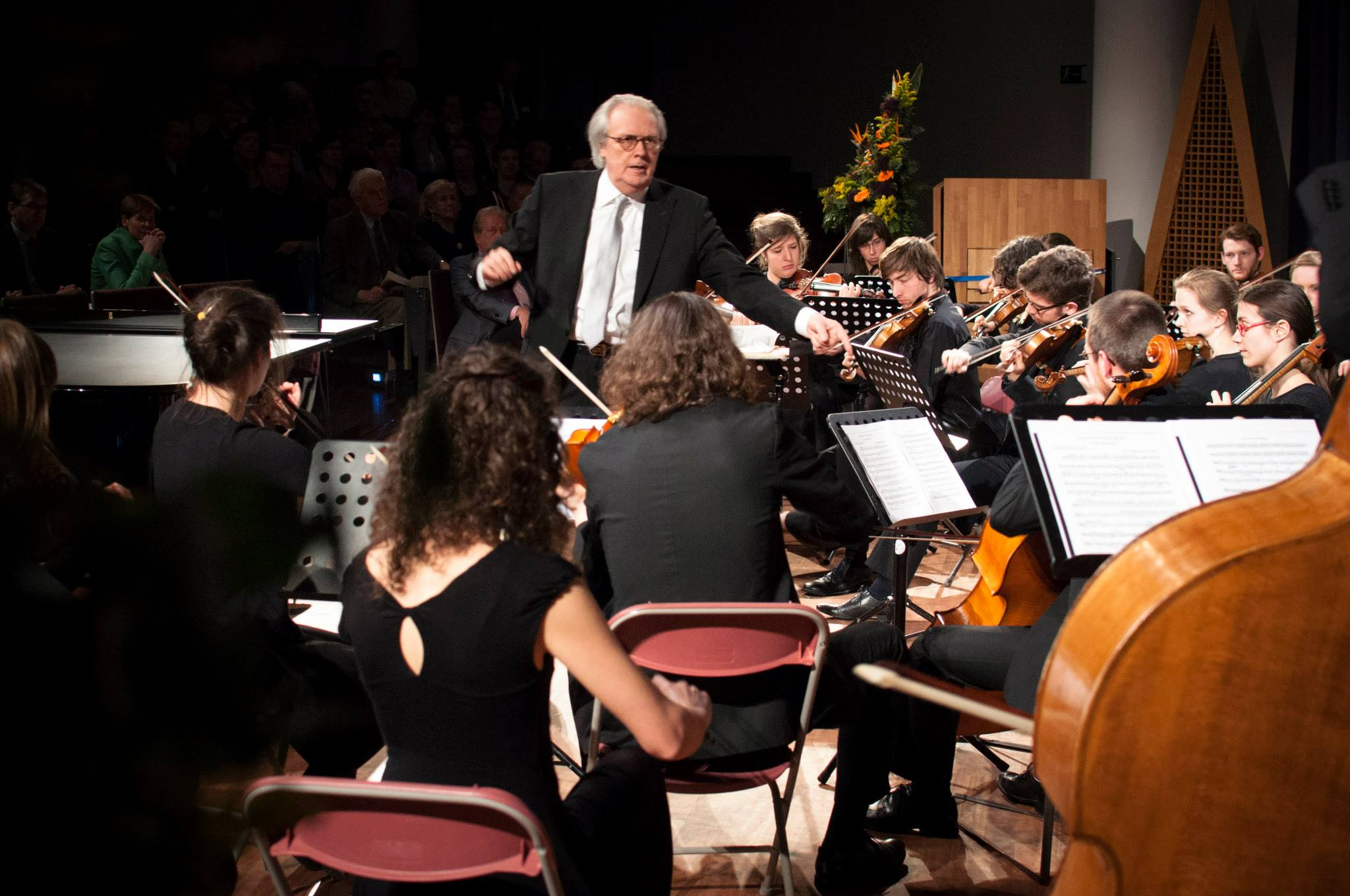
Kees Bakels, 2014

Kees Bakels (Amsterdã, 14 de janeiro de 1945) é um maestro neerlandês.
Bakels começou sua carreira musical como um violinista, depois estudou condução no Conservatório de Amsterdã e na Academia Musical Chigiana, em Siena, Itália. Apareceu como maestro convidado em muitas orquestras, como na Orquestra de Câmara dos Países Baixos e com a Orquestra Sinfônica da Rádio dos Países Baixos. Bakels trabalhou na Orquestra Sinfônica de Bournemouth por 10 anos e gravou as sinfonias de Ralph Vaughan Williams com a orquestra, para a Naxos.
Bakels foi o primeiro diretor musical da Orquestra Filarmônica da Malásia, de 1997 a 2005. Atualmente ele ocupa o posto de Maestro Laureado da orquestra. Com a orquestra, Bakels gravou inúmeros CDs para Bis Records, incluindo os trabalhos de Nikolai Rimsky-Korsakov e Edouard Lalo.